# Martine van Vliet
Martina (Martine) van Vliet (Utrecht, 13 juni 1922 − Wassenaar, 3 juli 2008) was een hoogleraar staats- en administratief recht aan de Universiteit Leiden.

## Biografie
Van Vliet promoveerde in haar geboortestad in 1961 op Het hoogheemraadschap van de Lekdijk Bovendams. Per 1 januari 1971 werd ze aangesteld als gewoon lector staats- en administratief recht te Leiden, waar ze op 10 oktober 1972 inaugureerde met de rede Feiten en normen van lokaal bestuur. Vanaf 1977 was ze een van de drie auteurs van het vierdelige werk Begrip van de Nederlandse gemeente. Op 20 december 1979 werd ze benoemd tot gewoon hoogleraar staats- en administratief recht bij haar universitet. Per 1 september 1983 ging ze met emeritaat. Bij die gelegenheid werd haar een opstellenbundel aangeboden.
In 1993 trouwde prof. mr. M. van Vliet met haar collega prof. dr. Arent baron van Haersolte (1919-2002). Ze overleed in 2008 op 86-jarige leeftijd.